# Supercoppa turca 2013 (pallavolo femminile)
La Supercoppa turca 2013 si è svolta il 2 ottobre 2013: al torneo hanno partecipato due squadre di club turche e la vittoria finale è andata per la prima volta al VakıfBank Spor Kulübü.

## Regolamento
Le squadre hanno disputato una gara unica.

## Squadre partecipanti
| Squadra    | Qualificazione                                               | Ultima partecipazione |
| ---------- | ------------------------------------------------------------ | --------------------- |
| Eczacıbaşı | Finalista Coppa di Turchia 2012-13                           | Supercoppa turca 2012 |
| VakıfBank  | Vincitrice Voleybol 1. Ligi 2012-13/Coppa di Turchia 2012-13 | Supercoppa turca 2010 |

## Torneo
| 2 ottobre 2013 Başkent Voleybol Salonu, Ankara Durata: 2h:00 - Spettatori: ? | VakıfBank | 3 - 2 | Eczacıbaşı | 22-25, 25-21, 25-14, 21-25, 15-5 |